# Paraulopus
Paraulopus är ett släkte av fiskar. Paraulopus är enda släktet i familjen Paraulopidae.
Släktets medlemmar förekommer i tropiska och tempererade delar av Indiska oceanen och Stilla havet.
Arter enligt Catalogue of Lifeoch Fishbase:
- Paraulopus atripes
- Paraulopus balteatus
- Paraulopus brevirostris
- Paraulopus filamentosus
- Paraulopus japonicus
- Paraulopus legandi
- Paraulopus longianalis
- Paraulopus maculatus
- Paraulopus melanogrammus
- Paraulopus melanostomus
- Paraulopus nigripinnis
- Paraulopus novaeseelandiae
- Paraulopus oblongus
- Paraulopus okamurai